# Jobutsu Project
Jobutsu Project（ジョウブツ・プロジェクト）は、2002年6月にヨーロッパデビューした日本人アーティストユニット。

## 来歴
チベット、ラサにてメンバー自身が録音、収録することに成功した、チベット死者の書をモチーフにした 1stアルバム『Listen in Clear Light Vol.1 Prologue』が、パリを皮切りにヨーロッパ28ヶ国でリリースされる。さらには北米、カナダでもリリースされた。海外メディアから絶賛を受け、フランス国内だけでも10万枚を超える大ヒットとなった。
日本においては、BMGファンハウス（現・Ariola Japan）と契約。その後2003年に、2ndアルバム『Listen in Clear Light Vol.2 Intermediate State 〜成就〜』、3rdアルバム『Listen in Clear Light Vol.3 Enlightenment 〜再生〜』を立て続けにリリースした。
現在は活動を休止中である。

## 人物
Jobutsu Project は、以下のサウンドクリエーター5人で構成されるアーティストユニットである。
寺田誠司 (夏生 明)、鈴木日出男、日比野元気、華原大輔、菱田吉美。
メンバーそれぞれが、J-Popシーンにおけるコンポーザー、プロデューサー、アレンジャーとして、また、CM音楽、映画・テレビ番組の音楽制作、舞台音楽など多岐に渡り日本の音楽シーンで活躍している。